# قائمة لغات البرمجة للذكاء الاصطناعي

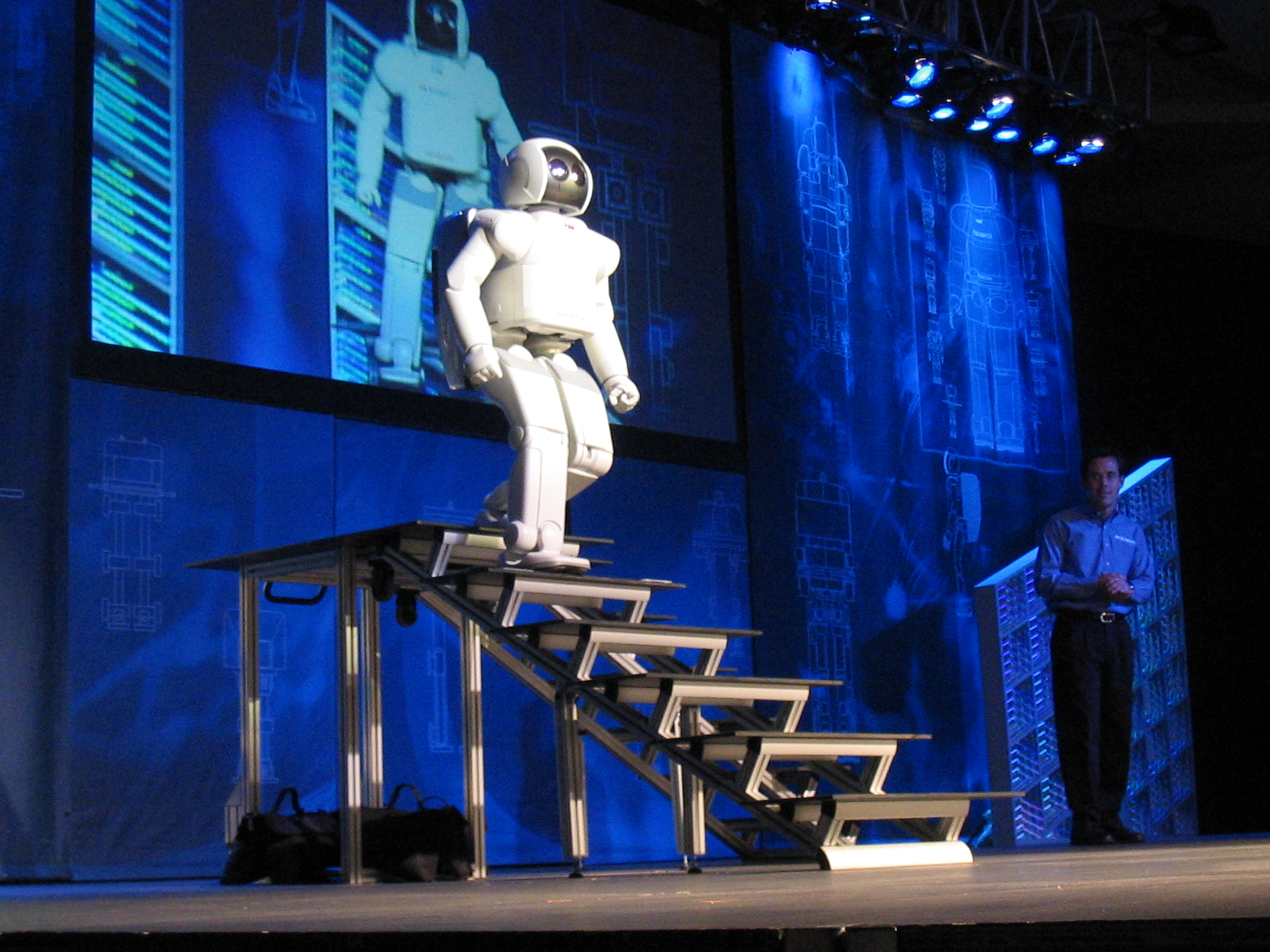
يستخدم الروبوت أسيمو أجهزة الاستشعار وخوارزميات ذكية لتجنب العقبات والتحرك على الدرج.

قائمة لغات البرمجة للذكاء الاصطناعي طور باحثو الذكاء الاصطناعي العديد من لغات البرمجة المتخصصة للذكاء الاصطناعي :

## اللغات
- إيه أي إم إل (تعني «لغة ترميز الذكاء الاصطناعي») [1] هي لغة XML [2] للاستخدام مع روبوتات الدردشة من نوع أليس.
- كانت لغة معالجة المعلومات (Lisp) هي اللغة الأولى التي طورت للذكاء الاصطناعي. وهي تتضمن ميزات تهدف إلى دعم البرامج التي يمكن أن تؤدي إلى حل المشكلات العامة، مثل القوائم والمخططات (الإطارات) وتخصيص الذاكرة الديناميكي وأنواع البيانات والتكرار والاسترجاع الترابطي والوظائف كوسائط ومولدات (تدفقات) وتعدد المهام التعاوني.
- استخدمت سمول توك (Smalltalk) على نطاق واسع في عمليات المحاكاة والشبكات العصبية والتعلم الآلي والخوارزميات الجينية. إنه ينفذ أنقى وأشهر أشكال البرمجة الشيئية باستخدام تمرير الرسائل.
- برولوغ (Prolog)[3][4] هي لغة تعريفية حيث يتم التعبير عن البرامج من حيث العلاقات، ويتم التنفيذ عن طريق تشغيل الاستعلامات على هذه العلاقات. يعتبر برولوغ مفيدًا بشكل خاص في التفكير الرمزي وتطبيقات تحليل قواعد البيانات واللغة. يستخدم برولوغ على نطاق واسع في الذكاء الاصطناعي اليوم.
- STRIPS هي لغة للتعبير عن حالات مشكلة التخطيط الآلي. إنه يعبر عن الحالة الأولية، وحالات الهدف، ومجموعة من الإجراءات. لكل إجراء يتم تحديد الشروط المسبقة (ما يجب تحديده قبل تنفيذ الإجراء) والشروط اللاحقة (ما يتم تحديده بعد تنفيذ الإجراء).
- بلانر هجين بين اللغات الإجرائية والمنطقية. يعطي تفسيرًا إجرائيًا للجمل المنطقية حيث يتم تفسير الآثار باستخدام الاستدلال الموجه بالنمط.
- POP-11 هي لغة برمجة انعكاسية ومترجمة بشكل تدريجي مع العديد من ميزات اللغة المفسرة. وهذه هي اللغة الأساسية لل بوبلوج البرمجة البيئة وضعت أصلا من قبل جامعة ساسكس، ومؤخرا في كلية علوم الحاسوب في جامعة برمنغهام الذي يستضيف موقع بوبلوج ، وغالبا ما يتم استخدامه لإدخال تقنيات البرمجة رمزية للمبرمجين، وهي أكثر فعالية من اللغات التقليدية مثل باسكال، الذين يجدون تركيب بروتوكول POP مألوفًا أكثر من لغة ليسب. تتمثل إحدى ميزات POP-11 في أنه يدعم وظائف من الدرجة الأولى.
- تستخدم آر (لغة برمجة) (R) على نطاق واسع في الذكاء الاصطناعي الجديد، بما في ذلك الحسابات الإحصائية والتحليل العددي واستخدام الاستدلال البايزي والشبكات العصبية والتعلم الآلي بشكل عام. في مجالات مثل المالية وعلم الأحياء وعلم الاجتماع أو الطب، تعتبر واحدة من اللغات القياسية الرئيسية. يقدم العديد من نماذج البرمجة مثل الحساب المتجه والبرمجة الوظيفية والبرمجة الموجهة للكائنات. وهو يدعم مكتبات التعلم عميقة مثل MXNet ، كيراس أو تنسرفلو.
- تستخدم لغة بايثون (Python) على نطاق واسع للذكاء الاصطناعي، مع حزم للعديد من التطبيقات بما في ذلك الذكاء الاصطناعي العام والتعلم الآلي ومعالجة اللغة الطبيعية والشبكات العصبية.[5] إن تطبيق الذكاء الاصطناعي لتطوير البرامج التي تؤدي وظائف شبيهة بالإنسان وتصور المهارات البشرية هو «التعلم الآلي». يرتبط كل من الذكاء الاصطناعي والتعلم الآلي ارتباطًا وثيقًا ويستخدمان على نطاق واسع اليوم.[6]

- هاسكل (Haskell) هي أيضًا لغة برمجة جيدة جدًا للذكاء الاصطناعي. تقييم كسول وقائمة وLogicT الكائنات الدقيقة الاحاديه الخلية تجعل من السهل للتعبير عن الخوارزميات غير القطعية، كما هو الحال في كثير من الأحيان. تعد هياكل البيانات اللانهائية رائعة لأشجار البحث. تتيح ميزات اللغة طريقة تركيبية للتعبير عن الخوارزميات. العيب الوحيد هو أن العمل مع الرسوم البيانية يكون أصعب قليلاً في البداية بسبب النقاء.
- تتضمن لغة ولفرام (Wolfram) مجموعة واسعة من قدرات التعلم الآلي المتكاملة، من الوظائف الآلية للغاية مثل التنبؤ والتصنيف إلى الوظائف القائمة على أساليب وتشخيصات محددة. تعمل الوظائف على العديد من أنواع البيانات، بما في ذلك البيانات العددية والفئوية والمتسلسلة الزمنية والنصية والصورة.[7]
- تستخدم جافا (Java) في الغالب لإنشاء حلول التعلم الآلي والبرمجة الجينية وخوارزميات البحث والشبكات العصبية وأنظمة الروبوتات المتعددة.[بحاجة لمصدر]
- جوليا (Julia)، على سبيل المثال للتعلم الآلي، باستخدام مكتبات أصلية أو غير أصلية.